# أودري فاغان
أودري فاغان (بالإنجليزية: Audrey Fagan)‏ هي ضابطة شرطة أسترالية وأيرلندية، ولدت في 23 يونيو 1962 في دبلن في جمهورية أيرلندا، وتوفيت في 20 أبريل 2007 في Hayman Island ‏ في أستراليا بسبب شنق.